# Henri Oreiller
Henri Oreiller (Parijs, 5 december 1925 - aldaar, 7 oktober 1962) was een Frans alpineskiër en toerwagencoureur. Zijn bijnamen waren "De Parijzenaar van Val D'Isère" en "de dalende gek".

## Alpineskiën
Oreiller nam twee keer deel aan de Olympische Winterspelen (in 1948 en 1952). Beide kampioenschappen golden tevens als wereldkampioenschappen alpineskiën. Op de Winterspelen van 1948 in het Zwitserse Sankt Moritz werd hij de eerste olympisch kampioen op de afdaling en daarmee tegelijk wereldkampioen. Daarbij won hij de olympische titel/wereldtitel op de combinatie en op de slalom veroverde hij de bronzen medaille. Bij zijn tweede deelname op de Winterspelen van 1952 in het Noorse Oslo reikte hij tot de veertiende plaats op de afdaling en de zestiende plaats op de reuzenslalom.

### Erelijst
(enkel de podiumplaatsen zijn hier vermeld) 

## Autoracen
Nadat hij in 1952 zijn skicarrière op 26-jarige leeftijd had beëindigd, zette hij zijn sportcarrière voort als toerwagencoureur. In deze tak van sport werd hij onder andere in 1959 nationaal kampioen en winnaar van de Tour de France (voor toerwagens). Zowel in 1960 als 1961 won hij de Lyon-Carbonniere Rally. Op 7 oktober 1962 kwam hij tijdens een wedstrijd op het nabij Parijs gelegen Autodrome de Linas-Montlhéry als gevolg van een crash in een Ferrari 250 GTO om het leven.

### Erelijst
(enkel de podiumplaatsen zijn hier vermeld) 
1948: Henri Oreiller ·
1952: Zeno Colò ·
1956: Toni Sailer ·
1960: Jean Vuarnet ·
1964: Egon Zimmermann ·
1968: Jean-Claude Killy ·
1972: Bernhard Russi ·
1976: Franz Klammer ·
1980: Leonhard Stock ·
1984: Bill Johnson ·
1988: Pirmin Zurbriggen ·
1992: Patrick Ortlieb ·
1994: Tommy Moe ·
1998: Jean-Luc Crétier ·
2002: Fritz Strobl ·
2006: Antoine Dénériaz ·
2010: Didier Défago ·
2014: Matthias Mayer ·
2018: Aksel Lund Svindal ·
2022: Beat Feuz
1936: Franz Pfnür ·
1948: Henri Oreiller ·
1988: Hubert Strolz ·
1992: Josef Polig ·
1994: Lasse Kjus ·
1998: Mario Reiter ·
2002: Kjetil André Aamodt ·
2006: Ted Ligety ·
2010: Bode Miller ·
2014: Sandro Viletta ·
2018: Marcel Hirscher ·
2022: Johannes Strolz
- Bibliothèque nationale de France: cb14051446d (data)
- International Standard Name Identifier: 0000 0000 0120 6896
- Virtual International Authority File: 61749282